# Parafia św. Małgorzaty w Zatorach
Parafia pw. Świętej Małgorzaty w Zatorach – parafia należąca do dekanatu serockiego, diecezji płockiej, metropolii warszawskiej. Została erygowana w XV wieku.

## Historia
Parafię erygował w 1443 biskup płocki Paweł Giżycki. Wydzielił ją z parafii Pniewo. Fundatorem pierwszego kościoła był Michał ze Śląska, podkomorzy warszawski. W 1465 w parafii notowano, oprócz proboszcza, także wikariusza i nauczyciela. W 1532 zbudowano drugi drewniany kościół. Fundatorem był Paweł Kryski. W 1538 do parafii włączono wieś Wielęcin. W 1640 stanął trzeci drewniany kościół, tym razem pw. św. Małgorzaty. Konsekrował go w 1649 biskup pomocniczy płocki Wojciech Tolibowski herbu Nałęcz. Kościół rozebrano w 1819. Murowaną świątynię wystawiono w latach 1819−1821 staraniem Mikołaja Glinki. Kościół wykończono w 1873. W 1885 konsekracji dokonał biskup sufragan płocki Henryk Piotr Kossowski. 
W latach 1913−1914 powstał drugi murowany kościół. W jego wnętrze wkomponowano poprzednika. W 1915 z powodu walk niemiecko-rosyjskich kościół został zburzony.
Tymczasową świątynię wzniesiono z drewna z okopów. W 1934 drewnianą świątynię przeniesiono do Okęcia, dziedzicznego majątku Marii z Łabęckich Bagniewskiej, dziedziczki Zator. W 1937 erygowano tam parafię.
W latach 1924−1926 w Zatorach wzniesiono trzeci murowany kościół. Powstał według projektu Juliana Lisieckiego i Łukasza Wolskiego.
Przy świątyni stoją stacje Drogi Krzyżowej sprowadzone z Florencji. Plebania została wystawiona w 1916. Nową zbudowano w latach 1994–1999.

## Obszar parafii

### Miejscowości i ulice
W granicach parafii znajdują się miejscowości:

- Burlaki,
- Celinowo,
- Dębiny,
- Drwały,
- Kępa Zatorska,
- Kopaniec,
- Kruczy Borek,
- Mierzęcin,
- Ostrówek,
- Przyłubie,
- Stawinoga,
- Śliski,
- Wiktoryn,
- Wólka Zatorska,
- Zatory.